# 布鲁尔·福克
布鲁尔·福克（瑞典語：Bror Fock，1888年3月29日—1964年9月4日），瑞典男子田径运动员，主攻长跑。他曾代表瑞典参加1912年夏季奥林匹克运动会田径比赛，获得男子3000米团体赛银牌。